# Четья-Мінея 1489

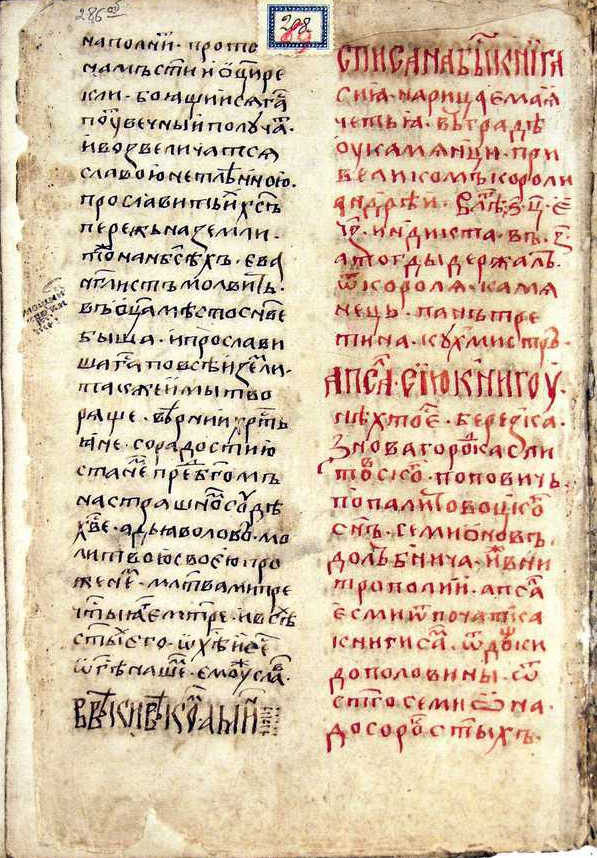
Сторінка з Четья-Мінеї. Запис писця Березки, арк. 286 зв.

Четья-Мінея 1489 — православний помянник для помісячного читання (четья-мінея), рукописна пам'ятка української літератури, найдавніший точно датований конфесійний текст, перекладений староукраїнською писемно-літературною мовою з церковнослов'янської, здійснений у Києві
Словниковий матеріал Четьї Мінеї кількісно переважає лексику, зафіксовану в усіх знайдених грамотах ХІV-ХV ст., написаних староукраїнською мовою..
Написана близько 1489 року в Кам'янці (на північний схід від Берестя, нині — Білорусь). Має 375 аркушів. 1—256 аркуші писалися одним писарем, 288—375 аркуші — іншим писарем, ймовірно підляським українцем. Перша частина містить життія святих, похвальні слова святим та святам і має особливості білоруської мови; друга частина містить повчально-проповідні тексти й має особливості української мови. Зберігається в Києві.

## Публікації
Уривки
- Кирпичников А. И. Успение Богородицы в легенде и в искусстве. Приложение № 1. // Труды 6 Археологического сьезда. — Одесса, 1888. — Т. 2. — C. 214; — C. 236—243.
- В. Перетц. Исследования и материалы по истории старинной украинской литературы // Сборник по русскому языку и словесности. — № 1. — AH CCCP, 1928.

## Дослідження
Склад і мову вивчали В. Перетц, М. Петров, М. Карпінський, Ганна Воронич.
- М. Петров. Рукописная «Четья» 1397 года, западнорусского происхождения // Русский филологический вестник, Том 6, год 3. — Варшава: 1881. — С. 54–57.
- Карпинский М. Западно-русская Четья 1489 года // Русский филологический вестник, 21. 1889.
- Гринчишин Дмитро. Четья 1489 року — видатна конфесійна пам'ятка української мови // ЗНТШ. — Львів, 1995. — Т. 229. [Архівовано 8 червня 2019 у Wayback Machine.] — С. 251—276 + 2 іл.
- Воронич, Г. Північноукраїнські риси в Четьї Мінеї 1489 р. // У силовому полі мови. Пам'яті Інни Петрівни Чепіги [Архівовано 18 червня 2019 у Wayback Machine.] / Інститут української мови НАН України: упоряд.: Г. В. Воронич. — К.: КММ, 2011. — С. 58-66.
- Воронич, Г. Четья Мінея 1489 р.: особливості перекладу [Архівовано 23 червня 2015 у Wayback Machine.] // Нові дослідження пам'яток козацької доби в Україні: Зб. наук. ст. — 2012. — № 21, ч. 1. — С. 293—300.
- Воронич, Г. Четья-Мінея 1489 р. — пам'ятка українська, галицько-волинська (палеографічний опис) // Волинь—Житомирщина. — 2007. — № 17. — С. 141—148.
- Воронич, Г. Четья Мінея 1489 р. і кирило-мефодіївська традиція // Українська мова. — 2013. — № 2. — С. 119—136.